# Ламберт, Джон
Джон Ламберт (англ. John Lambert; осень 1619 — март 1683) — английский генерал.

## Биография
До гражданской войны Йоркшир характеризовался тесными связями среди местного дворянства, которые часто перевешивали политические или религиозные разногласия. Хотя Ламберт и Листеры следовали за лордом Фэрфаксом в поддержке парламента, они были связаны браком и кровью с роялистами, такими как сэр Генри Слингсби и Джон Беласис. Даже в 1650-х годах Ламберт оставался в хороших отношениях с Беласисом, несмотря на то, что последний был католиком и лидером тайного роялистского объединения, известного как «Запечатанный узел».
Когда в августе 1642 года началась Первая гражданская война в Англии, Ламберт присоединился к парламентской армии Северной ассоциации, которой командовал старший Фэрфакс. Он сражался в Тадкастере в декабре 1642 года, где был убит его зять Уильям Листер, и быстро завоевал репутацию уверенного и агрессивного солдата.[4] Он сыграл видную роль в обороне Халла и участвовал в победах парламентариев в Нантвиче и Селби в начале 1644 года. В Марстон-Муре, сражаясь недалеко от Йорка 2 июля, он и Томас Фэрфакс возглавили парламентское правое крыло, которое было разгромлено лордом Горингом. Сопровождаемые лишь несколькими солдатами, двое мужчин пробились через поле битвы, чтобы присоединиться к Оливеру Кромвелю слева и помочь обеспечить победу.
В январе 1645 года Томас Фэрфакс был назначен командующим Армии Новой Модели, а Ламберт был повышен до генерального комиссара Северной Ассоциации, фактически исполняя обязанности его заместителя. Во время осады замка Понтефракт, одной из немногих позиций роялистов, оставшихся на севере, он был ранен и разбит 1 марта подкреплениями во главе с Мармадьюком Лэнгдейлом. Вскоре после этого Фэрфакс был окончательно заменен на посту командующего на севере пресвитерианским наемником Сиднемом Пойнцем. Ламберт перешел в Новую модель, хотя нехватка войск означала, что он оставался на севере до июня 1645 года, когда он участвовал в западной кампании Фэрфакса. Он руководил взятием Дартмута в январе 1646 года и присутствовал при осаде Труро в марте, Эксетера в апреле и, наконец, Оксфорда в июне, что положило конец Первой гражданской войне. В знак своего растущего статуса в Новой модели Ламберт выступал в качестве комиссара при каждой капитуляции вместе с Генри Айретоном.
Победа выявила давние разногласия между в основном пресвитерианскими умеренными во главе с Дензилом Холлесом, который доминировал в парламенте, и радикалами в Армии нового образца, сосредоточенными вокруг Кромвеля. Возникнув из-за разногласий по поводу политического урегулирования с Карлом I, она усугубилась финансовыми проблемами, и к марту 1647 года Армия нового образца была должна более 3 миллионов фунтов стерлингов невыплаченной заработной платы. Парламент приказал ей отправиться в Ирландию, заявив, что только те, кто согласится, получат оплату; когда их представители потребовали полную оплату за все заранее, она была распущена, но армия отказалась подчиниться.
Обеспокоенный влиянием радикалов, таких как левеллеры, в Новой модели армии, был создан Армейский совет, чтобы обеспечить единый фронт против Холлса и его сторонников. Работая с Айртоном, Ламберт помог составить условия армии для мирного урегулирования с королем, хотя степень его участия была оспорена некоторыми историками. После того, как они были отклонены Чарльзом, фракция Холлса потребовала, чтобы его пригласили в Лондон для дальнейших переговоров. Опасаясь, что Чарльз будет восстановлен без существенных уступок, Армейский совет взял под контроль город 7 августа и в октябре изгнал своих ведущих оппонентов из парламента, так называемых Одиннадцати членов.
Когда армия Северной ассоциации взбунтовалась в начале июля 1647 года, Ламберт был восстановлен в должности командующего и быстро преуспел в восстановлении дисциплины. Это было важно, поскольку похожая политическая борьба происходила в Шотландии между партией Кирка и Энгеджерами, которые получили контроль над правительством в апреле 1648 года. При поддержке союза английских/валлийских роялистов и бывших парламентских умеренных, они согласились восстановить Чарльза на английском престоле и начали Вторую гражданскую войну в Англии в апреле 1648 года.
Большая часть армии Новой модели была с Фэрфаксом, который подавлял восстания в Эссексе и Кенте, и Кромвелем в Южном Уэльсе, оставив Ламберта перед лицом опасной ситуации на севере. Гарнизоны Понтефракта и Скарборо перешли на другую сторону, в то время как роялисты во главе с сэром Мармадьюком Лэнгдейлом захватили Берик и Карлайл. Хотя он не смог помешать Engagers под командованием Гамильтона пересечь границу в июле, Ламберт провел ряд искусных задерживающих действий, пока Кромвель не смог присоединиться к нему. Армия роялистов/Engager была уничтожена после трех дней боев в Престоне в августе, в то время как Ламберт захватил Гамильтон в Аттоксетере 25 августа.
Хотя война в основном закончилась, партия Кирка запросила поддержку, и Ламберт вошел в Эдинбург в сентябре, прежде чем вернуться в Йоркшир. Он поддержал «Протест армии», изданный в ноябре, в котором перечислялись их претензии к Карлу и парламенту, и был назван одним из судей на суде над Карлом I. Однако до марта 1649 года он отсутствовал при осаде Понтефракта и, таким образом, избежал участия в его казни в январе, хотя и не выступал против нее.
Содружество
Когда Кромвель был назначен командующим войной в Шотландии (июль 1650 г.), Ламберт отправился с ним в звании генерал-майора и второго командующего. Он был ранен в Массельбурге, но вернулся на фронт вовремя, чтобы принять заметное участие в победе при Данбаре. Он сам отразил внезапную атаку ковенантеров в битве при Гамильтоне 1 декабря 1650 г. В июле 1651 г. его отправили в Файф, чтобы зайти в тыл и на фланг шотландской армии около Фолкерка и заставить ее предпринять решительные действия, отрезав ей снабжение. Эта миссия, в ходе которой Ламберт одержал важную победу при Инверкитинге, оказалась настолько успешной, что Карл II, как и предвидел Ламберт, отправился в Англию. Роль Ламберта в общем плане итоговой Вустерской кампании была выполнена блестяще (включая взятие Аптона-апон-Северн), и в венчающей победе Вустера он командовал правым крылом английской армии и подстрелил своего коня. Парламент предоставил ему земли в Шотландии стоимостью 1000 фунтов стерлингов в год.
В октябре 1651 года Ламберт был назначен комиссаром по Тендеру Союза для урегулирования дел Шотландии, а после смерти Айртона он был назначен лордом-заместителем Ирландии (январь 1652 года). Он провел обширную подготовку; однако парламент восстановил ирландскую администрацию, и Ламберт отказался принять должность на новых условиях. Затем он начал выступать против парламента Охребта. В Совете офицеров он возглавлял партию, желающую представительного правительства, в отличие от Гаррисона, который выступал за олигархию «богобоязненных» людей, но оба ненавидели осколок Долгого парламента и присоединились к призывам Кромвеля распустить его силой.
В то же время парламентские лидеры консультировались с Ламбертом относительно возможности отстранения Кромвеля от его командования, и 15 марта 1653 года Кромвель отказался его видеть, презрительно отзываясь о нем как о «бездонном Ламберте». Однако 20 апреля 1653 года Ламберт сопровождал Кромвеля, когда тот распустил Государственный совет, в тот же день, когда произошло насильственное изгнание парламента.
Теперь Ламберт выступал за формирование небольшого исполнительного совета, за которым должен был последовать выборный парламент, полномочия которого должны были быть ограничены письменным актом правительства. Как правящий дух в Государственном совете и идол армии, он рассматривался как возможный соперник Кромвеля за главную исполнительную власть, в то время как роялисты на короткое время надеялись на его поддержку. Его пригласили, вместе с Кромвелем, Гаррисоном и Джоном Десборо, заседать в назначенном «Парламенте Barebones» 1653 года; и когда непопулярность этого собрания возросла, Кромвель сблизился с Ламбертом. В ноябре 1653 года Ламберт председательствовал на собрании офицеров, на котором обсуждался вопрос о конституционном урегулировании и было сделано предложение о принудительном изгнании назначенного парламента. 12 декабря 1653 года парламент передал свои полномочия в руки Кромвеля, а 13 декабря Ламберт получил согласие офицеров на Инструмент правления, в разработке которого он принимал ведущее участие. Он был одним из семи офицеров, назначенных на места в совете, созданном Инструментом.
Во внешней политике Протектората Ламберт призывал к союзу с Испанией и войне с Францией в 1653 году и решительно противостоял плану Кромвеля по экспедиции в Вест-Индию.
В парламентских дебатах по Инструменту правления в 1654 году Ламберт предложил сделать должность лорда-протектора наследственной, но был отклонен большинством, в которое входили члены семьи Кромвеля. В парламенте этого года и снова в 1656 году лорд Ламберт, как его теперь называли, заседал в качестве члена от Западного райдинга. Он был одним из генерал-майоров, назначенных в августе 1655 года командовать ополчением в десяти округах, на которые предлагалось разделить Англию, и которые должны были нести ответственность за поддержание порядка и отправление закона в своих нескольких округах.
Ламберт принимал видное участие в Комитете совета, который составлял инструкции для административных генерал-майоров. Он был организатором системы полиции, которую должны были контролировать эти офицеры. Сэмюэл Гардинер предполагает, что именно из-за расхождения во мнениях между протектором и Ламбертом в связи с этими «инструкциями» началось отчуждение между двумя людьми. Во всяком случае, хотя Ламберт сам ранее просил Кромвеля принять королевское достоинство, когда в парламенте было выдвинуто предложение объявить Оливера королем (февраль 1657 г.), он сразу же выступил против этого.
Сотня офицеров во главе с Чарльзом Флитвудом и Ламбертом ждали протектора и умоляли его прекратить разбирательство. Ламберта не убедили аргументы Кромвеля, и последовало их полное отчуждение, как личное, так и политическое. За отказ принять присягу на верность протектору Ламберт был лишен своих полномочий,вместо этого получая пенсию в размере 2000 фунтов стерлингов в год. Он ушел из общественной жизни в Уимблдон; но незадолго до своей смерти Кромвель искал примирения, и Ламберт с женой посетили Кромвеля в Уайтхолле.
Когда Ричард Кромвель был провозглашен протектором (3 сентября 1658 г.), его главная трудность заключалась в армии, над которой он не осуществлял эффективного контроля. Ламберт, хотя и не занимал военного поста, был самым популярным из старых генералов Кромвеля среди рядовых членов армии, и было широко распространено мнение, что он займет место Оливера Кромвеля у власти. Сторонники Ричарда Кромвеля пытались умиротворить его, и лидеры роялистов делали ему предложения, даже предлагая, чтобы Карл II женился на дочери Ламберта. Ламберт сначала оказал Ричарду Кромвелю вялую поддержку и не принимал участия в интригах офицеров в резиденции Флитвуда, Уоллингфорд-хаусе. Он был членом Третьего протекторатского парламента, который собрался в январе 1659 года, и когда он был распущен в апреле по принуждению Флитвуда и Десборо, он был восстановлен в своих командованиях. Он возглавил депутацию в Ленталле в мае 1659 года, приглашающую вернуться в Охвостье парламента, что привело к тихой отставке Ричарда Кромвеля; и он был назначен членом Комитета безопасности и Государственного совета.
Когда парламент, пытаясь контролировать силу армии, лишил Флитвуда права назначать офицеров, Ламберт был назначен одним из семи членов совета, наделенных этой обязанностью. Очевидное недоверие парламента к солдатам вызвало сильное недовольство в армии; в то время как отсутствие власти побудило роялистов предпринять открытые попытки восстановить Карла II, самая серьезная из которых, под руководством сэра Джорджа Бута и графа Дерби, была подавлена Ламбертом около Честера 19 августа 1659 года. Он подал петицию от своей армии о том, чтобы Флитвуд мог быть сделан лордом-генералом, а он сам — генерал-майором. Республиканская партия в Палате общин обиделась. Палата общин (12 октября 1659 года) уволила Ламберта и других офицеров и сохранила Флитвуда в качестве главы военного совета под руководством спикера. На следующий день Ламберт приказал закрыть двери Палаты и не допустить членов. 26 октября был назначен новый Комитет безопасности, членом которого он был. Он также был назначен генерал-майором всех войск в Англии и Шотландии, причем Флитвуд был генералом.
Теперь Ламберта отправили с большим войском на встречу с Джорджем Монком, который командовал английскими войсками в Шотландии, и либо провести с ним переговоры, либо заставить его пойти на условия. Однако Монк двинулся на юг. Армия Ламберта начала таять из-за различных проблем, включая нехватку жалованья и отсутствие энтузиазма по отношению к военному режиму, и Монк держал его в напряжении, пока вся его армия не дезертировала, и он не вернулся в Лондон почти один. Монк двинулся в Лондон, не встретив сопротивления. Исключенные пресвитерианские члены были отозваны. Ламберта отправили в Тауэр (3 марта 1660 года), откуда он сбежал месяц спустя. Он спустился по шелковой веревке и с помощью шести человек был увезен на барже. Он попытался разжечь гражданскую войну в пользу Содружества, выпустив прокламацию, призывающую всех сторонников «Доброго старого дела» сплотиться на поле битвы при Эджхилле. Но 22 апреля он был пойман в Давентри полковником Ричардом Инголдсби, цареубийцей, который надеялся получить помилование, передав Ламберта новому режиму. Его держали в заключении в Тауэре[18], а затем перевели в замок Корнет на острове Гернси.
Реставрация
Во время Реставрации Ламберт был освобожден от судебного преследования обращением обеих палат парламента Конвента к королю, но Кавалерийский парламент в 1662 году обвинил его в государственной измене. В апреле 1662 года генерал Ламберт вместе с сэром Генри Вейном был доставлен в Англию и предстал перед судом в июне 1662 года. 25 июля лорду Хаттону, губернатору Гернси, был выдан ордер на арест «человека Джона Ламберта, обычно называемого полковником Ламбертом, и содержание его под стражей как осужденного изменника до получения дальнейших распоряжений». 18 ноября король отдал распоряжение лорду Хаттону «предоставить полковнику Джону Ламберту такую свободу и снисхождение в пределах острова, которые будут соответствовать безопасности его личности».
Дальнейшая жизнь
В 1662 году Ламберт был заключен в тюрьму в Гернси. В 1667 году он был переведен на остров Дрейка в Плимутском заливе, у входа в Хамоаз, и умер там во время суровой зимы 1683–84 годов. Место его могилы теперь утеряно, но он был похоронен в церкви Святого Эндрюса в Плимуте 28 марта 1684 года.